# Klaas Komen
Klaas Komen (Ursem, 28 januari 1911 – Schagen, 9 februari 1997) was een Nederlands politicus van de KVP.
Hij begon in 1933 zijn ambtelijke loopbaan als volontair bij de gemeentesecretarie van Oudendijk en Beets waarna hij vanaf 1934 als ambtenaar ter secretarie werkzaam was bij de gemeenten Obdam. In 1938 maakte hij de overstap naar Heerhugowaard en vanaf 1948 werkte hij bij de gemeente Haarlemmermeer. In februari 1955 werd Komen de burgemeester van de gemeenten Spanbroek en Opmeer. In 1959 fuseerden de gemeenten Spanbroek en Opmeer tot de nieuwe gemeente Opmeer waarvan hij de burgemeester werd. Begin 1976 ging Komen met pensioen en in 1997 overleed hij op 86-jarige leeftijd.